# Virgilio Röschlein
Virgilio Röschlein (* 22. September 1928; † 17. November 2024 in Zirndorf) war ein deutscher Kommunalpolitiker (SPD). Der Volksmund nannte Röschlein Schilli.

## Werdegang
Röschlein war Stadtoberinspektor in Zirndorf. Er war Mitglied des Stadtrats und des Kreistags des Landkreises Fürth. Nach dem Tod von Leonhard Förtsch wurde er von der SPD für die Bürgermeisterwahl 1962 nominiert. Er setzte sich gegen den von einem bürgerlichen Bündnis nominierten Stadtamtmann Josef Forster, Röschleins Vorgesetzten, durch und wurde jüngster bayrischer Bürgermeister im Alter von 33 Jahren. Röschlein blieb 32 Jahre im Amt und stellte im Jahr 1994, im Alter von 65 Jahren, sein Amt zur Verfügung und trat zurück.
In seiner Amtszeit wurde Zirndorf durch die Eingemeindung dreier Gemeinden zur Mittelstadt.
Um den östlich des Zirndorfer Bahnhofs gelegenen Bahnübergang der Staatsstraße 2242 über die Rangaubahn zu beseitigen, wurde ein Tunnel gebaut. Der Volksmund nannte den am 28. November 1980 eingeweihten Tunnel nach Röschlein Schillischlucht.

## Auszeichnungen und Ehrungen
- Ehrenbürger und Altbürgermeister der Stadt Zirndorf
- Träger des Landkreisehrenrings
- Träger des Bundesverdienstkreuzes 1. Klasse
- Träger der Kommunalen Verdienstmedaille in Silber